# لالا شاهين باشا
لالا شاهين باشا (بالتركية الحديثة: Lala Şahin Paşa) ـ (1330 م ـ بعد 1388 م) هو سياسي وقائد عسكري عثماني. كان أول بكلربك للروملي.
كان لالا شاهين باشا مؤدبًا (لالا) للسلطان مراد الأول، ثم كلفه مراد ـ لدى توليه العرش ـ قيادة الحملة العثمانية على تراقيا، فاستولى على ديديموتيخو سنة 1360 م، ثم استولى على أدريانوبل، التي سميت فيما بعد «أدرنة» وجُعلت عاصمة للدولة العثمانية. وفي سنة 1364، استولى على بروج وبلوفديف. كان واحدًا من قادة الجيش العثماني في معركة ماريتسا.
في سنة 1382 م، تولى حكم الروملي، واتخذ من صوفيا عاصمة له، وقد ذاق لالا شاهين باشا الهزيمة في معركة بلوتشنيك (1385 ـ 1386 م) على يد لازار أمير صربيا، كما هزمه البوسنيون في معركة بيلكة في 27 أغسطس 1388.